# Sarinda longula
Sarinda longula är en spindelart som först beskrevs av Władysław Taczanowski 1871.  Sarinda longula ingår i släktet Sarinda och familjen hoppspindlar. Inga underarter finns listade i Catalogue of Life.